# 임준형
임준형(2000년 11월 16일 ~ )은 KBO 리그 kt wiz의 투수이다.

## LG 트윈스시절
2019년에 입단하였다. 2021년 9월 3일 NC 다이노스와의 경기에 출전하며 데뷔 첫 경기를 치렀고, 경기에서 1이닝 무실점을 기록했다.
2021년 10월 9일 kt wiz와의 경기에서 데뷔 첫 선발 등판했다.
2021년 10월 26일 한화 이글스와의 경기에 선발 등판해 6이닝 무실점으로 QS를 기록하며 데뷔 첫 승을 기록했다.

## 상무 야구단시절
2023년에 입단하였다.

## kt wiz시절
2025년 6월 25일 김준태, 천성호와 2:1 트레이드되어 이적하였다.

## 출신 학교
- 광주서석초등학교
- 광주진흥중학교
- 광주진흥고등학교

## 통산 기록
| 연도 | 팀명  | 평균자책점 | 경기 | 완투 | 완봉 | 승 | 패 | 세 | 홀 | 승률  | 타자 | 이닝 | 피안타 | 피홈런 | 볼넷 | 사구 | 탈삼진 | 실점 | 자책점 |
| ---- | ----- | ---------- | ---- | ---- | ---- | -- | -- | -- | -- | ----- | ---- | ---- | ------ | ------ | ---- | ---- | ------ | ---- | ------ |
| 2021 | LG    | 3.13       | 6    | 0    | 0    | 1  | 0  | 0  | 0  | 1.000 | 94   | 23   | 24     | 0      | 4    | 3    | 21     | 8    | 8      |
| 2022 | LG    | 6.00       | 10   | 0    | 0    | 1  | 3  | 0  | 1  | 0.250 | 140  | 30   | 36     | 2      | 14   | 3    | 26     | 22   | 20     |
| 통산 | 2시즌 | 4.75       | 16   | 0    | 0    | 2  | 3  | 0  | 1  | 0.400 | 234  | 53   | 60     | 2      | 18   | 6    | 47     | 30   | 28     |